# Alfabeto del zapoteco de Mitla
El Alfabeto del zapoteco Didxzaj es un alfabeto de 36 letras utilizado para escribir el idioma zapoteco. Es la lengua originaria que se habla en la comunidad de San Pablo Villa de Mitla.

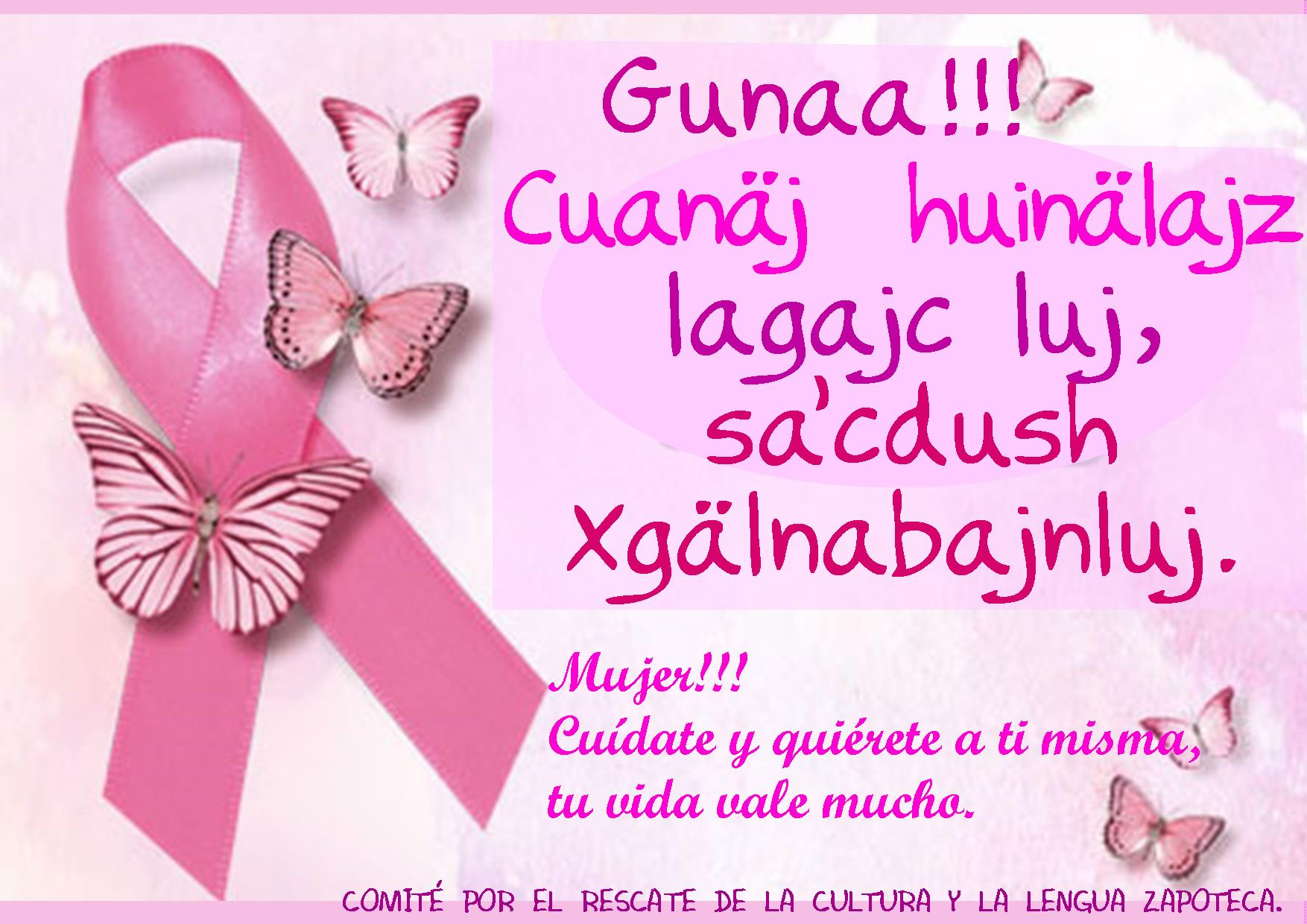
Frase de prevención del Cáncer en la mujer.

## El idioma Zapoteco Didxzaj
Pertenece a la familia lingüística oto-mangue. Es una de las más diversificadas a tal grado de hablarse de varias lenguas y no de una sola. Desde el punto de vista de la inteligibilidad interdialectal, para el Instituto Lingüístico del Verano, el zapoteco es una subfamilia grande (posiblemente 40 variantes recíprocamente ininteligibles) en los estados de Oaxaca y Veracruz.
Mientras que para el INALI esta familia cuenta con sesenta y dos variantes lingüísticas o grupos.
El alfabeto zapoteco tiene las siguientes letras:
a ä b c ch d dx dz e f g h i j l l m n n o p q r r s t tz u v w x xh y z '
En total son 36 letras del alfabeto del zapoteco de Mitla de las uales:
•5 son una combinación de consonantes que utilizamos en el español, que representan sonidos propios del zapoteco:
ch ejemplo: chaa cazuela
dx ejemplo: didxzaj zapoteco
dz ejemplo: bidzijn ratón
tz ejemplo: batzujzt ardilla
xh ejemplo: gejxh aguacate
•Estas 4 consonantes representan los sonidos más fuertes:
l ejemplo: bäl víbora o serpiente
m ejemplo: dam buho
'n ejemplo: n'i' pie
r ejemplo: rejxni pesarse

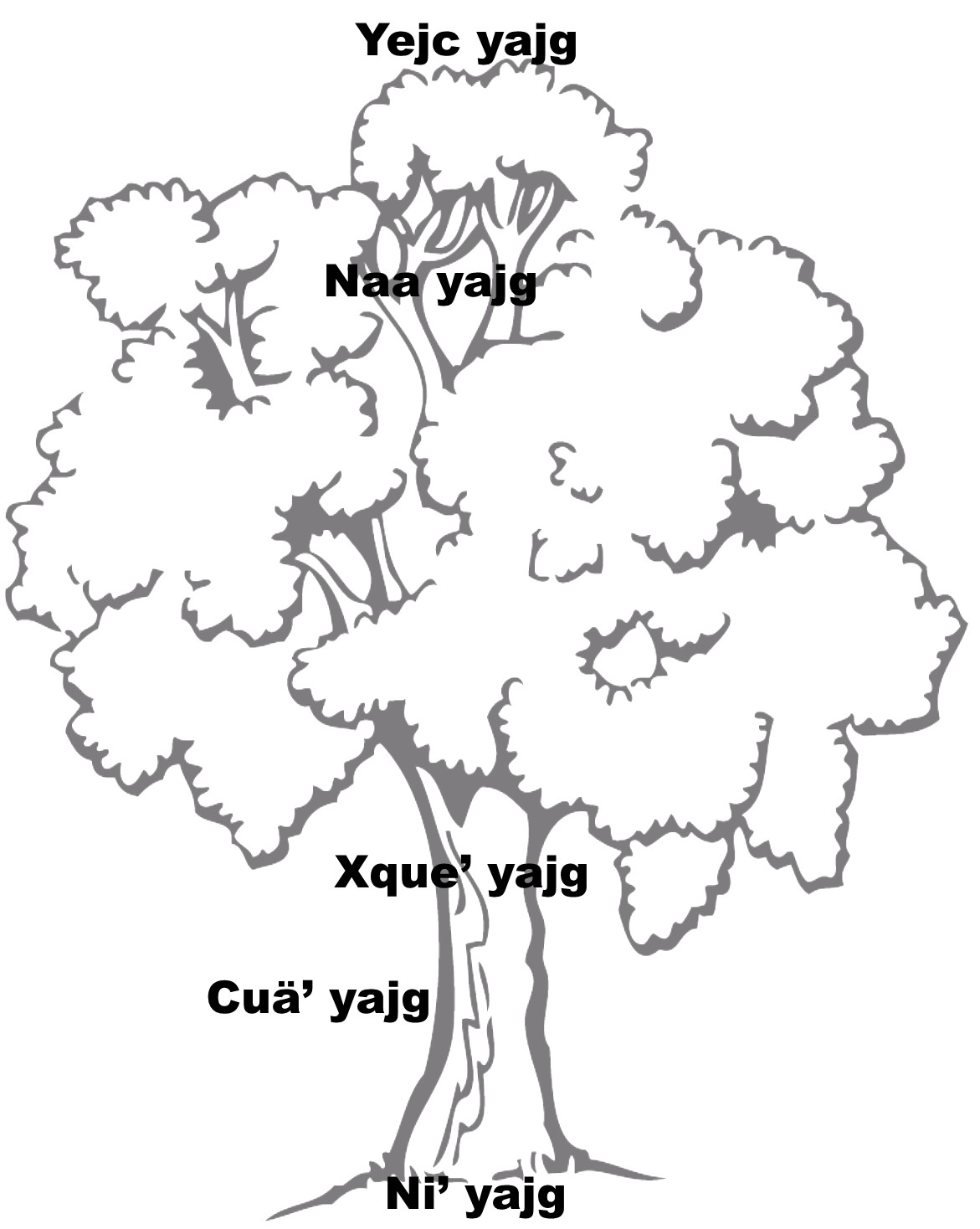
Partes del árbol en zapoteco

Se utilizan 6 vocales, 5 las del español y una con diéresis sobre la a e i o u ä,
y un símbolo que es el saltillo o apóstrofo [ ' ] el cual siempre va junto a una vocal.
Para cada una de las seis vocales sencillas, hay tres clases de vocales complejas que son: quebradas, aspiradas y cortadas.
Sencillas: Se escriben igual que las vocales del español. a e i o u ä
a ejemplo: ba en la mañana
e ejemplo: bixe lechuza
i ejemplo: nis agua
o ejemplo: gon toro
u ejemplo: xu temblor
ä ejemplo: Bäd Pedro
Quebradas: Se escriben con vocales dobles. aa ee ii oo uu ää
aa ejemplo: chaa cazuela
ee ejemplo: deeb pluma
ii ejemplo: guii flor
oo ejemplo: goob escobilla de sacudir
uu ejemplo: duu mecate
ää ejemplo: chääl esposa
Aspiradas: Se escriben con una j después de la vocal. aj ej ij oj uj äj
aj ejemplo: biajb se cayo
ej ejemplo: bejd guajolote
ij ejemplo: bidij hormiga
oj ejemplo: dojb maguey
uj ejemplo: rujn hace
äj ejemplo: däj polvo
Cortadas: Se escriben con un apóstrofo o saltillo después de la vocal. a' e' i' o' u' ä'
a' ejemplo: da' petate
e' ejemplo: re' cántaro
i' ejemplo: ni' pie
o' ejemplo: ro' boca
u' ejemplo: yu' casa
ä' ejemplo: bä'cw perro